# Завод комплексних добрив у Еррентерії
Завод комплексних добрив у Еррентерії (Errenteria) – колишній виробничий майданчик на півночі Іспанії.
Проєкт реалізувала компанія Química Industrial de Capuchinos (QUINCASA), яку в 1955-му створили великий виробник добрив SA Cros (станом на 1930-ті роки мав більше десятка суперфосфатних заводів по всій країні) та Real Compañía Asturiana de Minas (RCAM).
Первісно передбачалось, що майданчик займатиметься продукуванням суперфосфату. Втім, на початку 1960-х в Іспанії стартувало виробництво комплексних добрив, яке призвело до суттєвого зменшення попиту на суперфосфат. Як наслідок, про завод в Еррентерії відомо, що він став виробником комплексних добрив з потужністю 90 тисяч тонн на рік.
У 1980-х роках іспанська промисловість добрив почала відчувати сильний негативний вплив ринкового середовища. Зокрема, вже у 1984-му оголосили про прийняття рішення щодо закриття заводу в Еррентерії.